# Straßenbahn Krefeld–Moers
| Streckenlänge: | 16,45 km            |                                                              |                                                              |
| Spurweite: | 1000 mm (Meterspur) |                                                              |                                                              |
| Stromsystem: | 750 V =             |                                                              |                                                              |
| |                     |                                                              |                                                              |
| \| \| \| \| \| \| \| \| Straßenbahn Moers–Homberg von Homberg und Ruhrort (bis 1954) \| \| \| \| \| \| \| \| \| \| Niederrheinstrecke \| \| \| \| \| Krefelder Eisenbahn \| \| \| \| \| \| \| \| \| \| Bahnhof Moers (Vinzenzpark) Wendeschleife ehem. Linie 12 \| \| \| \| \| \| \| \| \| \| Augustastraße \| \| \| \| \| Königlicher Hof \| \| \| \| \| ehem. Linie M von Uerdingen und Düsseldorf (bis 1958) \| \| \| \| \| Steinstraße (Dreischienengleis) \| \| \| \| \| ehem. Linie 4 nach Lintfort und Rheinkamp (bis 1952) \| \| \| \| \| Neumarkt \| \| \| \| \| Moersbach \| \| \| \| \| Hülsdonk \| \| \| \| \| Sperlingsweg \| \| \| \| \| Bettenkamp \| \| \| \| \| Kapellen \| \| \| \| \| Krefelder Eisenbahn \| \| \| \| \| Vennikel \| \| \| \| \| Stadtgrenze Moers / Krefeld \| \| \| \| \| Traar, Weiche \| \| \| \| \| Verberg, Marcelli ehem. KREVAG-Linien 9 u. 10 \| \| \| \| \| Stadtwald \| \| \| \| \| Vluyner Platz \| \| \| \| \| Moerser Platz \| \| \| \| \| Bismarckplatz \| \| \| \| \| 044 von Hüls \| \| \| \| \| Nordwall \| \| \| \| \| 041 von Tönisvorst-St. Tönis \| \| \| \| \| 042 von Elfrath, 043 von Uerdingen \| \| \| \| \| Rheinstraße (Vierschienengleis) U70, U76 \| \| \| \| \| Dreikönigenstraße nur SWK, nicht Rheinbahn \| \| \| \| \| (4-Schienengl.) U70/U76 n. D’dorf, 044 zum Rheinhafen \| \| \| \| \| Krefeld Hbf 043 \| \| \| \| \| 042 nach Stahldorf \| \| \| \| \| Bahnstrecke Duisburg-Mönchengladbach \| \| \| \| \| 041 nach Fischeln, Grundend \| \| |                     |                                                              |                                                              |
| |                     |                                                              |                                                              |
| U-Bahn-Strecke (außer Betrieb) |                     | Straßenbahn Moers–Homberg von Homberg und Ruhrort (bis 1954) | Straßenbahn Moers–Homberg von Homberg und Ruhrort (bis 1954) |
| |                     |                                                              |                                                              |
| U-Bahn-Kreuzung mit Eisenbahn geradeaus unten (Strecke geradeaus außer Betrieb) |                     | Niederrheinstrecke                                           | Niederrheinstrecke                                           |
| U-Bahn-Kreuzung mit Eisenbahn (Strecken außer Betrieb) |                     | Krefelder Eisenbahn                                          | Krefelder Eisenbahn                                          |
| |                     |                                                              |                                                              |
| |                     | Bahnhof Moers (Vinzenzpark) Wendeschleife ehem. Linie 12     |                                                              |
| |                     |                                                              |                                                              |
| U-Bahn-Haltepunkt / Haltestelle (Strecke außer Betrieb) |                     | Augustastraße                                                | Augustastraße                                                |
| U-Bahn-Haltepunkt / Haltestelle (Strecke außer Betrieb) |                     | Königlicher Hof                                              | Königlicher Hof                                              |
| U-Bahn-Strecke von links (außer Betrieb) · U-Bahn-Kreuzung (Strecken außer Betrieb) |                     | ehem. Linie M von Uerdingen und Düsseldorf (bis 1958)        | ehem. Linie M von Uerdingen und Düsseldorf (bis 1958)        |
| U-Bahn-Strecke (außer Betrieb) · U-Bahn-Strecke (außer Betrieb) |                     | Steinstraße (Dreischienengleis)                              | Steinstraße (Dreischienengleis)                              |
| U-Bahn-Strecke nach rechts (außer Betrieb) · U-Bahn-Strecke (außer Betrieb) |                     | ehem. Linie 4 nach Lintfort und Rheinkamp (bis 1952)         | ehem. Linie 4 nach Lintfort und Rheinkamp (bis 1952)         |
| U-Bahn-Haltepunkt / Haltestelle (Strecke außer Betrieb) |                     | Neumarkt                                                     | Neumarkt                                                     |
| U-Bahn-Brücke über Wasserlauf (Strecke außer Betrieb) |                     | Moersbach                                                    | Moersbach                                                    |
| U-Bahn-Haltepunkt / Haltestelle (Strecke außer Betrieb) |                     | Hülsdonk                                                     | Hülsdonk                                                     |
| U-Bahn-Haltepunkt / Haltestelle (Strecke außer Betrieb) |                     | Sperlingsweg                                                 | Sperlingsweg                                                 |
| U-Bahn-Haltepunkt / Haltestelle (Strecke außer Betrieb) |                     | Bettenkamp                                                   | Bettenkamp                                                   |
| U-Bahn-Bahnhof (Strecke außer Betrieb) |                     | Kapellen                                                     | Kapellen                                                     |
| U-Bahn-Kreuzung mit Eisenbahn geradeaus oben (Strecken außer Betrieb) |                     | Krefelder Eisenbahn                                          | Krefelder Eisenbahn                                          |
| U-Bahn-Haltepunkt / Haltestelle (Strecke außer Betrieb) |                     | Vennikel                                                     | Vennikel                                                     |
| U-Bahn-Grenze (Strecke außer Betrieb) |                     | Stadtgrenze Moers / Krefeld                                  | Stadtgrenze Moers / Krefeld                                  |
| U-Bahn-Haltepunkt / Haltestelle (Strecke außer Betrieb) |                     | Traar, Weiche                                                | Traar, Weiche                                                |
| U-Bahn-Haltepunkt / Haltestelle (Strecke außer Betrieb) |                     | Verberg, Marcelli ehem. KREVAG-Linien 9 u. 10                | Verberg, Marcelli ehem. KREVAG-Linien 9 u. 10                |
| U-Bahn-Strecke von links (außer Betrieb) · U-Bahn-Abzweig geradeaus und nach rechts (Strecke außer Betrieb) |                     | Stadtwald                                                    | Stadtwald                                                    |
| U-Bahn-Haltepunkt / Haltestelle (Strecke außer Betrieb) · U-Bahn-Strecke (außer Betrieb) |                     | Vluyner Platz                                                | Vluyner Platz                                                |
| U-Bahn-Haltepunkt / Haltestelle (Strecke außer Betrieb) · U-Bahn-Strecke (außer Betrieb) |                     | Moerser Platz                                                | Moerser Platz                                                |
| U-Bahn-Strecke (außer Betrieb) · U-Bahn-Haltepunkt / Haltestelle (Strecke außer Betrieb) |                     | Bismarckplatz                                                | Bismarckplatz                                                |
| U-Bahn-Abzweig ehemals geradeaus und von rechts · U-Bahn-Strecke (außer Betrieb) |                     | 044 von Hüls                                                 | 044 von Hüls                                                 |
| U-Bahn-Haltepunkt / Haltestelle · U-Bahn-Strecke (außer Betrieb) |                     | Nordwall                                                     | Nordwall                                                     |
| U-Bahn-Abzweig geradeaus, nach rechts und von rechts · U-Bahn-Strecke (außer Betrieb) |                     | 041 von Tönisvorst-St. Tönis                                 | 041 von Tönisvorst-St. Tönis                                 |
| U-Bahn-Abzweig geradeaus, nach links und von links · U-Bahn-Abzweig quer und ehemals nach rechts |                     | 042 von Elfrath, 043 von Uerdingen                           | 042 von Elfrath, 043 von Uerdingen                           |
| U-Bahn-Bahnhof |                     | Rheinstraße (Vierschienengleis) U70, U76                     | Rheinstraße (Vierschienengleis) U70, U76                     |
| U-Bahn-Haltepunkt / Haltestelle |                     | Dreikönigenstraße nur SWK, nicht Rheinbahn                   | Dreikönigenstraße nur SWK, nicht Rheinbahn                   |
| U-Bahn-Abzweig geradeaus, nach links und von links · U-Bahn-Bahnhof quer |                     | (4-Schienengl.) U70/U76 n. D’dorf, 044 zum Rheinhafen        | (4-Schienengl.) U70/U76 n. D’dorf, 044 zum Rheinhafen        |
| U-Bahn-Bahnhof |                     | Krefeld Hbf 043                                              | Krefeld Hbf 043                                              |
| U-Bahn-Abzweig geradeaus und nach rechts |                     | 042 nach Stahldorf                                           | 042 nach Stahldorf                                           |
| U-Bahn-Kreuzung mit Eisenbahn geradeaus unten |                     | Bahnstrecke Duisburg-Mönchengladbach                         | Bahnstrecke Duisburg-Mönchengladbach                         |
| U-Bahn-Strecke |                     | 041 nach Fischeln, Grundend                                  | 041 nach Fischeln, Grundend                                  |

Die Straßenbahn Krefeld–Moers war eine Überlandstraßenbahn, die Moers mit den Orten Kapellen, Traar und der Stadt Krefeld verband. Die gesamte Länge betrug 16,45 Kilometer. Die Teilstücke durch die Innenstädte von Krefeld und Moers waren zweigleisig, sonst war die Strecke eingleisig mit weiteren Ausweichen u. a. in Kapellen, Traar und Verberg. Betrieben wurde die Strecke von der Krefelder Verkehrs AG.

## Geschichte
Der erste Abschnitt von Krefeld nach Traar ging am 7. Dezember 1909 in Betrieb. Obwohl sich diese Strecke recht gut bewährte unterblieb der Weiterbau nach Moers bis 1914. Die Arbeiten mussten mit Beginn des Ersten Weltkrieges im selben Jahr vorübergehend eingestellt werden. Mit Voranschreiten des Krieges kam es zu Engpässen in der Versorgung, so dass die Straßenbahnen zum Güterverkehr herangezogen wurden. Um eine Verbindung zwischen der Zeche Rheinpreußen in Moers mit den linksrheinischen Textilgebieten um Krefeld herzustellen, befürwortete die Heeresverwaltung im Jahr 1917 den Weiterbau der Strecke. Bis zum Frühjahr 1918 waren die Gleise verlegt. Da die Oberleitung nicht fertiggestellt werden konnte, behalf man sich mit vier gebrauchten Dampflokomotiven der Krefelder Straßenbahn. Der erste Güterzug befuhr am 8. Februar 1918 die Strecke. Personenverkehr fand auf den Dampfzügen nicht statt.
Nach Montage der fehlenden Oberleitung ging die Bahn am 15. November 1920 auch für den Personenverkehr mit elektrischen Triebwagen in Betrieb. Die neu eingerichtete Linie 12 benötigte für die rund 16,5 Kilometer lange Strecke eine Fahrzeit von 45 Minuten und war damit fast eine halbe Stunde schneller als die Züge der Krefelder Eisenbahn. Der Güterverkehr wurde 1923/24 aufgegeben und die Loks anschließend verkauft.
Ab dem 1. April 1925 verkehrte die Linie 12 im Gemeinschaftsverkehr mit der Straßenbahn Moers–Homberg. Ab Moers fuhren die Züge weiter über Hochheide und Homberg bis nach Ruhrort. Auf Krefelder Seite fuhr die Linie 8 nach Traar als Verstärkung, ab 1930 übernahm die Linie 13 diese Aufgabe. Ebenfalls um 1930 erhielt der Streckenabschnitt von Krefeld nach Traar zwischen Stadtwald und Papendyk eine neue Trasse auf einem eigenen Bahnkörper. Der Gemeinschaftsverkehr endete am 8. Oktober 1939 nach Beginn des Zweiten Weltkriegs.
Die Strecke wies nach Kriegsende nur geringe Schäden auf. Ab dem 29. Oktober 1945 fuhren die Bahnen wieder zwischen Krefeld und Traar, ab dem 1. Mai 1946 auch durchgehend bis nach Moers. Zuvor bedienten Busse diesen Abschnitt. Zur Versorgung mit Kohle fuhren teilweise auch Güterzüge zwischen Moers und Krefeld sowie darüber hinaus bis nach Mönchengladbach. In Krefeld war allerdings der Fahrweg über Vluyner Platz und Moerser Platz stark beschädigt, infolgedessen befuhren die Bahnen zwischen Krefeld Stadtwald und Krefeld Rheinstraße bis 1952 eine Ausweichstrecke über den Bismarckplatz.
1962 beschloss der Krefelder Stadtrat die Konzentration des Straßenbahnbetriebs auf das Stadtnetz bei gleichzeitiger Aufgabe der Überlandlinien. Infolgedessen wurde die Linie 12 am 2. November 1963 eingestellt und der Verkehr durch Omnibusse ersetzt.
1997 schlug ein Gutachten den Wiederaufbau der Straßenbahnstrecke nach Moers vor. Das Vorhaben wurde nicht umgesetzt und nicht weiterverfolgt.

## Streckenverlauf

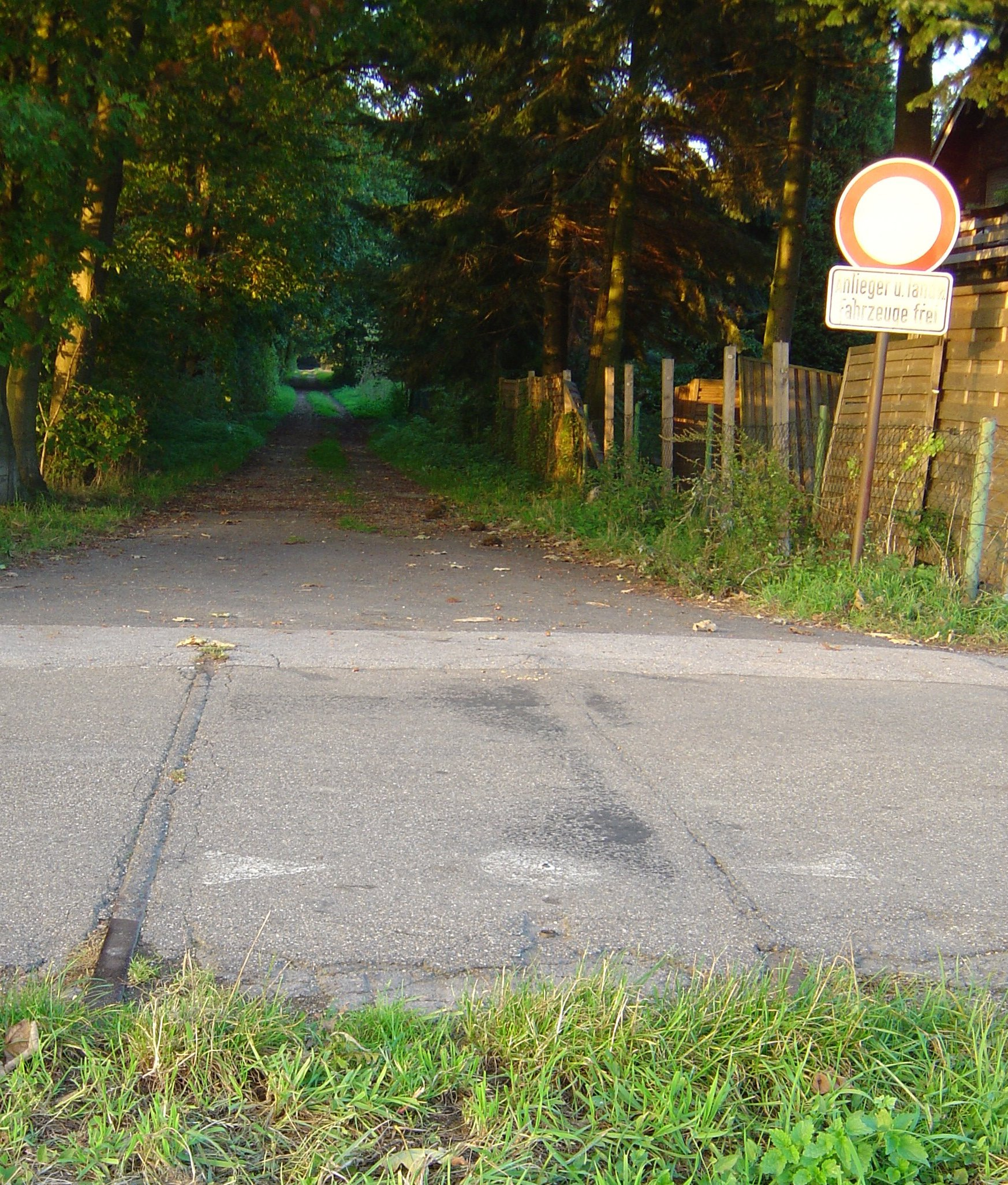
Gleisreste am Schaltbruchweg in Kapellen

Die Strecke begann in Moers am Endpunkt der Straßenbahn nach Homberg in der Repelener Straße an der Gaststätte Steinschen und führte über Hülsdonk, Bettenkamp, Kapellen und Vennikel nach Traar, wo Anschluss an die bestehende Strecke bestand. Das Gleis lag fast durchgehend auf eigenem Bahnkörper. Ein Teilstück in Moers war zweigleisig, sonst war die Strecke eingleisig mit nur einer weiteren Ausweiche in Kapellen. Die Streckenlänge betrug 16,45 Kilometer. Der Anschluss zur Zeche Rheinpreußen fand über eine Gleisverbindung mit der ebenfalls normalspurigen Straßenbahn Moers-Homberg statt. Über deren Strecke fuhren die Züge weiter bis zum östlich des Moerser Bahnhofs gelegenen Anschlussgleis der Zeche.
Die Trasse wurde zum größten Teil abgetragen und ist teilweise von den Autobahnen A 40 und A 57 überbaut. Einige Betonmasten für die Oberleitung und in Höhe Kapellen eine Brücke über ein namenloses Rinnsal im Bereich der ehemaligen Krefelder Eisenbahn sind noch vorhanden. Die Konturen der früheren Wendeschleife im Vinzenzpark, in Nähe des Moerser Bahnhofs, sind durch den Verlauf der Fußwege und die Baumbepflanzung noch erkennbar. Derartige Relikte sind Gegenstand der Eisenbahnarchäologie.